# قسمت دیگر من
«قسمت دیگهٔ من» (به انگلیسی: Another Part of Me) ششمین آهنگ از آلبوم بــد مایکل جکسون می‌باشد که در سال ۱۹۸۸ پخش شد. اگر چه در فیلم کاپیتان ای او (۱۹۸۶) پخش شده بود اما پخش رسمی آن در آلبوم بد بود هم چنین قسمتی از این آهنگ در مرحله سوم بازی مونواکر از کنسول سگا پخش می‌شود.
.
این آهنگ در تمامی کنسرت های تور جهانی بد اجرا شد.